# Copa Audi de 2013
A terceira edição da Copa Audi foi um torneio de futebol organizado e promovido pela empresa automobilística Audi. Disputado no Allianz Arena, em Munique, na Alemanha. Nesta edição São Paulo e Manchester City estrearam no torneio.

## Equipes participantes
| Equipe            | País       | Em 2011 | Títulos (até esta edição) |
| ----------------- | ---------- | ------- | ------------------------- |
| Bayern de Munique | Alemanha   | 2º      | 1 (2009)                  |
| Manchester City   | Inglaterra | –       | 0                         |
| Milan             | Itália     | 4º      | 0                         |
| São Paulo         | Brasil     | –       | 0                         |

## Regulamento
O torneio foi disputado em dois dias 31 de julho e 1 de agosto de 2013. No primeiro dia, foram disputadas as semifinais, e no segundo dia a decisão do terceiro lugar e a final..

## Esquema
Todos os jogos seguem o fuso horário do Brasil (UTC-3).
|  | Semifinais 31 de julho | Semifinais 31 de julho |   |       | Final 1 de agosto | Final 1 de agosto |  |
|  |                        |                        |   |       |                   |                   |  |
|  | 13:15                  |                        |   |       |                   |                   |  |
|  | Manchester City        | 5                      |   |       |                   |                   |  |
|  | Milan                  | 3                      |   |       |                   |                   |  |
|  |                        |                        |   |       |                   |                   |  |
|  |                        |                        |   |       | 15:30             |                   |  |
|  |                        |                        |   |       | Manchester City   | 1                 |  |
|  |                        | Bayern de Munique      | 2 |       |                   |                   |  |
|  |                        |                        |   |       |                   |                   |  |
|  |                        |                        |   |       |                   |                   |  |
|  |                        |                        |   |       | Terceiro lugar    |                   |  |
|  | 15:30                  | 15:30                  |   | 13:15 | 13:15             |                   |  |
|  | Bayern de Munique      | 2                      |   | Milan | 1                 |                   |  |
|  | São Paulo              | 0                      |   |       | São Paulo         | 0                 |  |

## Jogos
Todas as partidas seguem o fuso horário de verão da Alemanha (UTC+2).
Semi-finais
| 31 de julho | Manchester City                                        | 5 – 3     | Milan                              | Allianz Arena, Munique                    |
| 18:15       | Silva 3' · Richards 18' · Kolarov 22' · Džeko 32', 35' | Relatório | El Shaarawy 36', 38' · Petagna 42' | Público: 60 000 Árbitro: GER Peter Sippel |

| Manchester City | Milan |

| 31 de julho | Bayern de Munique          | 2 – 0     | São Paulo | Allianz Arena, Munique                     |
| 20:30       | Mandžukić 55' · Weiser 85' | Relatório |           | Público: 60 000 Árbitro: GER Deniz Aytekin |

| Bayern de Munique | São Paulo |

Decisão do 3° lugar
| 1 de agosto | Milan       | 1 – 0     | São Paulo | Allianz Arena, Munique   |
| 18:15       | Boateng 52' | Relatório |           | Árbitro: GER Günter Perl |

| Milan | São Paulo |

Final
| 1 de agosto | Manchester City | 1 – 2     | Bayern de Munique                | Allianz Arena, Munique      |
| 20:30       | Negredo 61'     | Relatório | Müller 66' (pen) · Mandžukić 73' | Árbitro: GER Wolfgang Stark |

| Manchester City | Bayern de Munique |

## Premiação
| Copa Audi de 2013                     |
| Alemanha                              |
| ------------------------------------- |
| Bayern de Munique Campeão (2º título) |